# Pastir crni
Pastir crni (pastir šiljoglavac; lat. Centrolophus niger) je pelagička riba iz porodice pastira (Centrolophidae), jedina je u svome rodu pastira. Rasprostranjena je po Atlantiku, na dubinama od 40 do 1050 metara, uključujući Mediteran, nadalje u jugozapadnom Pacifiku i Indijskom oceanu. U Jadranu je stalna ali rijetka vrsta. Prvi ju je opisao njemački ljekar, botaničar i kemičar Johann Friedrich Gmelin (1748-1804).
Najčešća je na dubinama od 300-700 metara. Naraste prosječno 60 cm u dužinu, s težinom oko 5 kg, ali maksimalno može narasti do 150 cm. Hrani se ribom, lignjama, rakovima i zooplanktonom.